# Полет 840 на „Транс Уърлд Еърлайнс“
Полет 840 на „Транс Уърлд Еърлайнс“ е полет от международното летище „Леонардо да Винчи“, Рим, Италия, до международното летище „Бен Гурион“, Тел Авив, Израел, с междинно спиране на международното летище „Атина (Елиникон)“, Атина, Гърция, управляван от „Транс Уърлд Еърлайнс“. На 29 август 1969 г. самолетът „Боинг 707-331B“, който обслужва полета, е отвлечен над гръцкото въздушно пространство от двама оперативни агенти на Народния фронт за освобождение на Палестина с цел залавяне на посланика на Израел в Съединените американски щати Ицхак Рабин, който обаче не е на борда. При инцидента няма смъртни случаи, въпреки че поне двама пътници са леко ранени. Двама заложници са държани за два месеца.
Похитителите нареждат на пилотите да приземят самолета на международното летище „Дамаск“, Дамаск, Сирия и евакуират машината чрез аварийните улеи. Един похитител хвърля взривни устройства в пилотската кабина, които унищожават предната част на летателния апарат. На терминала е съобщено, че самолетът е отвлечен, защото е собственост на американска фирма и по този начин терористите изразяват несъгласието си с подкрепата, която Израел получава от Съединените американски щати. Според тях тази помощ дава възможност на Израел да извършва престъпления срещу народа на Палестина.
Сирийските власти арестуват похитителите и освобождават 12-те членове на екипажа и 95 пътници, като първоначално задържат 6 израелски пътници. 4 от тях са освободени на 3 септември. Останалите двама израелски пътници са пуснати през декември в замяна на 71 сирийски и египетски войници, освободени от Израел. Двамата палестински похитители са освободени през октомври без повдигнати обвинения. Самолетът претърпява щети за 4 милиона щ. д., но е ремонтиран и върнат в експлоатация, след което през 1980 г. е бракуван и откаран за използване на резервни части.